# 新喀里多尼亚旗帜

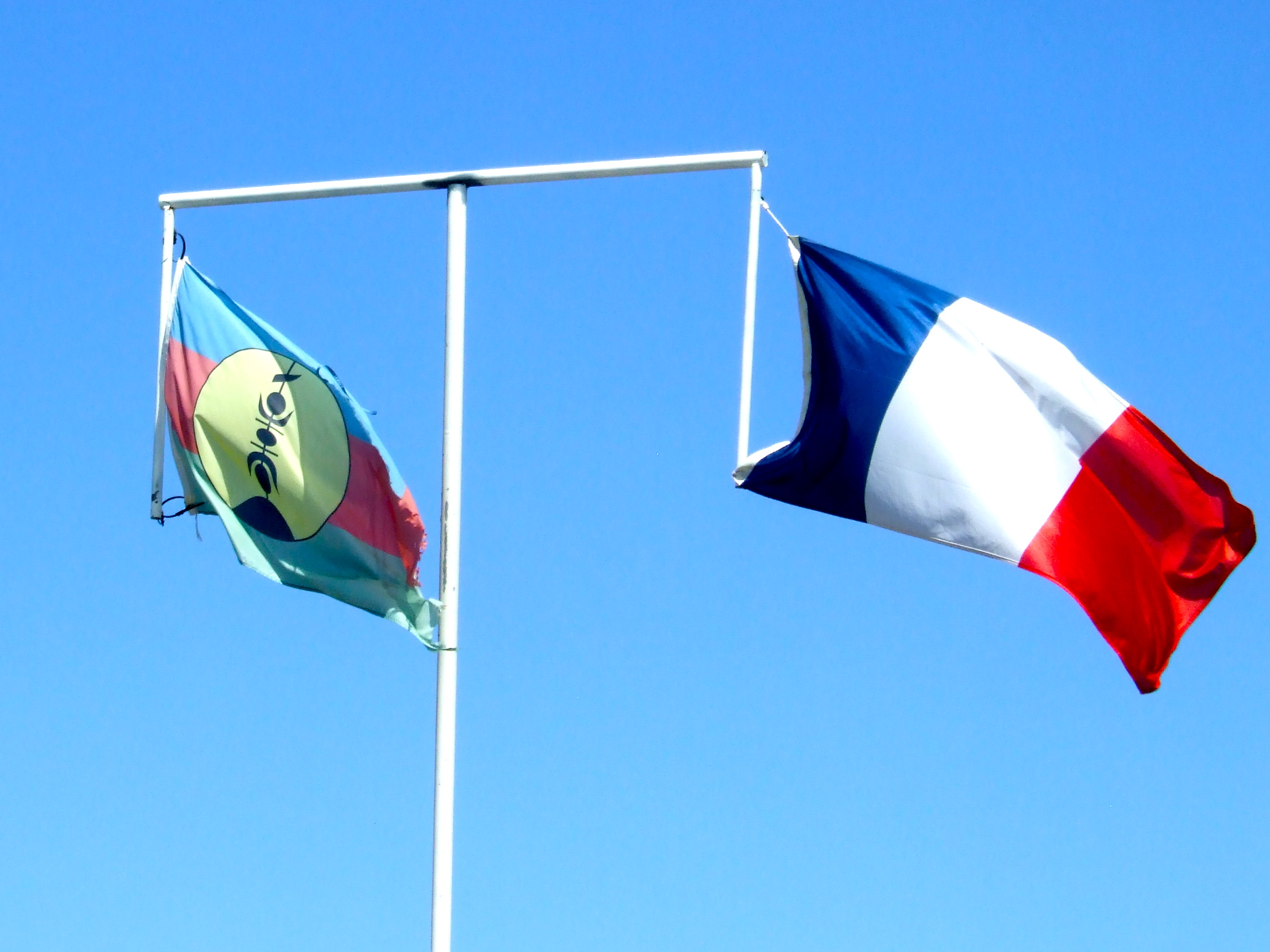
法国国旗与新喀里多尼亚区旗同时飘扬，2011年3月

新喀里多尼亚目前使用的官方旗帜为法国国旗（蓝白红垂直三色旗）和新喀里多尼亚区旗（蓝红绿水平三色旗），并且两面旗帜在任何场合同时悬挂。

## 设计与含义
新喀里多尼亚区旗在2010年7月13日启用，比例为1:2，为一面水平三色旗，自上而下为蓝、红、绿三个水平长方形组成，靠旗杆一侧有一个黑边黄色圆形，绘有当地箭形屋脊和贝壳的传统民居屋顶图案（法语称为Flèche faîtière）。蓝色象征天空和海洋、人民在太平洋中享有的主权，红色象征为争取独立所洒下的热血、社会主义以及人民的团结，绿色象征新喀里多尼亚祖祖辈辈生长的土地，黄圆代表太阳。

## 省旗
新喀里多尼亚分为三个省，都有自己的省旗，其中北部省、洛亚蒂群岛省旗含有Flèche faîtière传统民居屋顶图案。

南部省旗帜
北部省旗帜
洛亚蒂群岛省旗帜

## 其他旗帜

新喀里多尼亚政府在国际足球联合会中使用的旗帜（2017年起）
卡纳克人以及新喀里多尼亚的非正式旗帜
新喀里多尼亚区旗（比例2:3）
2006年建议的新喀里多尼亚政府旗帜
新喀里多尼亚体育代表队旗帜
新喀里多尼亚的正式旗帜（法国国旗与区旗,浅色旗）
新喀里多尼亚的正式旗帜（法国国旗与区旗，深色旗）